# Carla Jara
Carla Eileen Jara Cádiz (Santiago, 26 de agosto de 1984) es una actriz y presentadora de televisión chilena. Alcanzó reconocimiento masivo en su país como integrante del programa juvenil Mekano, donde se consagró como una de sus integrantes más emblemáticas. Ha desarrollado una extensa y destacada carrera en medios destacándose en la actuación y la conducción de programas.

## Biografía
Su carrera televisiva empezó en 2001 en el programa juvenil Mekano de Megavisión,donde empezó bailando junto al Team Mekano y Axé Bahía. Luego en  2003 protagonizó la primera miniserie del programa, Zoom, donde fue el personaje principal Florencia, con grandes resultados, en el mismo año protagoniza a Constanza Saavedra en Amores urbanos.
Durante toda su estadía en Mekano protagonizó otras series como Don Floro, Xfea2, EsCool y Porky te amo.
En 2005 deja Mekano y pasa a las teleseries de Mega, protagonizando a Pilar Manccini en Fortunato. Ese año se fue a vivir a Sudáfrica con su marido el futbolista Jorge Acuña.
En 2006 cursó sus estudios de teatro en la Academia Club de Teatro de Fernando González Mardones.
Volvió a la televisión en 2009 para ser participante de la cuarta temporada del reality show Pelotón de Televisión Nacional de Chile, donde permaneció 4 meses y donde decidió divorciarse de su marido Jorge Acuña por problemas personales.Además pasó en el reality el terremoto del 27 de febrero de 2010; en marzo de 2010 obtuvo el cuarto lugar de dicha temporada.
Fue invitada como recluta al programa de Rafael Araneda y Karen Doggenweiler llamado Fuerza Chile de TVN, posteriormente fue parte el equipo del programa fútbolero La barra del Mundial. Tiempo después fue panelista del programa satélite de Pelotón llamado Abre los ojos junto a Jean Philippe Cretton y conducido por Karen Doggenweiler.
A finales de 2010 participó en Teatro en Chilevisión junto a Patricio Torres y fue animadora de los Premios Juvenil Golden Tie 2010, también protagonizó el cortometraje Escort.
En 2011 protagoniza la obra de teatro Servicio a la habitación,f ue participante del programa Fiebre de baile de Chilevisión. También participa en la teleserie de Chilevisión, Vampiras.
Desde 2015 condujo el programa familiar y educativo Animalia de lunes a viernes por canal Vive; también formó parte de Morandé con compañía en Mega.
En 2019 ganó el premio "Mamá Responsabilidad Social" en los Mom's Awards 2019 por su labor educando niños y adultos sobre tenencia responsable de mascotas.
En el año 2020 condujo el programa @pic.a.pet sobre adopción de mascotas en Mega Plus.
En el año 2021 condujo el programa infantil Juega conmigo de canal 13, disponible por todas las plataformas digitales.
Después de un período alejada de la televisión, en 2024 Carla Jara retomó su carrera televisiva al integrarse a Televisión Nacional de Chile (TVN). Ese mismo año se unió al matinal Buenos días a todos como panelista. Posteriormente, participó como presentadora del backstage del programa de talentos Mi nombre es… durante sus temporadas 2024–2025. En 2025, se incorporó al programa El medio día también en calidad de panelista.

## Filmografía

### Programas
- 2001–2005: Mekano como participante
- 2009: Pelotón IV como concursante[3]
- 2010: Abre los ojos como panelista
- 2010: La barra del mundial como concursante
- 2011: Fiebre de baile como concursante
- 2013: Viva Dichato como presentadora backstage
- 2015: Animalia como presentadora
- 2018: Pasapalabra como concursante
- 2020: Pic a pet como presentadora
- 2021: Juega conmigo como presentadora
- 2024: Buenos días a todos como panelista[9]
- 2024–2025: Mi nombre es… como presentadora backstage[10]
- 2025–: El medio día como panelista[11]

### Ficción
- 2003: Zoom como Florencia
- 2003: Amores urbanos como Constanza Saavedra
- 2004: Don Floro como Angélica Díaz
- 2004: Xfea2 como Colomba Carranza
- 2005: EsCool como Camila Ortúzar
- 2006: Porky te amo como Daniela Riesco
- 2006: Casado con hijos como Bernardita
- 2007: Fortunato como Pilar Mancini
- 2011: Vampiras como Violeta Piuchén[7]
- 2012: Gordis como Sofía Regiolini
- 2012: Infieles como Olivia
- 2022: Paola y Miguelito: la serie